# Pteropoda
Pteropoda (também grafado Pterópodes) é uma classe obsoleta de moluscos, que incluía as "borboletas-do-mar", dividida nas ordens Gymnosomata e Thecosomata, presentemente consideradas subordens de Opisthobranchia.